# 李元瑞
李元瑞，山西洪洞人，是一名清朝政治人物。
李元瑞曾于1742年接替钱朝模任宝山县知县一职，1743年由赵酉接任。